# Héctor Bates
Héctor Tomás Octavio Bates (Mendoza, 22 de marzo de 1894-Buenos Aires, 22 de junio de 1964), fue un periodista, compositor, libretista radioteatral, autor y director de teatro que se especializó en escribir obras que se difundieran tanto en el género del radioteatro como en representaciones teatrales, en salas de barrio y de localidades de provincias, que le permitieron ser por más de un cuarto de siglo el autor más popular de novelas para radiofonía en Argentina.

## Actividad profesional
Su primera novela, Virgen y madre, escrita en colaboración con Carmelo Santiago, fue estrenada en 1937 por Radio del Pueblo. Escribió alrededor de un centenar de obras, estrenadas entre 1937 y 1964, algunas de ellas en colaboración con Margarita P. de Torres y Héctor Rodríguez. Algunas de las obras que se popularizaban por radiofonía, eran representadas por su compañía en teatros y clubes de barrio de Buenos Aires –especialmente en el Teatro Variedades sito cerca de la estación Constitución- y de las provincias.
Dirigió a la compañía conocida como “Destellos” encabezada por los actores Virginia Romay, Juan Carlos Chiappe, Laurita Camili y José Canosa que entre otras de sus obras representaron en el Teatro Variedades  El señor mucamo (1944), El rancho de mi madre (1945), La mariposa de Shangai y El circo Keller (1946) y en el Teatro Boedo, Ninoska, la bailarina del Zar (1947).
Con su compañía encabezada por José Trigo representó Los millones de Linda Urquijo y en 1958 junto con Audón López, Héctor Miranda y Omar Aladio, El facón de Pastor Luna, en el teatro Boedo.
Escribió con su primo hermano Luis Bates el libro La Historia del Tango: sus autores (1936), sobre la vida musical de los principales compositores del tango, basado en reportajes que hicieron a figuras populares del género por distintas radioemisoras y para la revista Antena, trabajo que se convirtió en una obra de consulta sobre la materia.
Escribió varias canciones, casi todas valses americanos hechos en colaboración con su hermano: Clyde, Ibis, ¿Por qué cierras los ojos cuando besas?, El regreso, El último vals, Una canción de cuna y el famoso Nelly, que grabaran, entre otros, Carlos Gardel, Francisco Canaro, Ignacio Corsini.
Colaboró con diversos periódicos y revistas, incluyendo Antena, ¡Aquí está!, Leoplán y otras.
Héctor Bates falleció en Buenos Aires el 23 de junio de 1964.

## Obras
Algunas de sus obras fueron:
- La mazorquera de San Telmo
- La vendetta
- Virgen y madre
- El sepulcro de los vivos
- ¿Dónde está mi hijo?
- La voz de la sangre
- Genoveva de Bravante
- María de los Dolores
- La pasión de Nuestro Señor Jesucristo
- Montescos y Capuletos
- Santa Lucía
- El casamiento del diablo
- La loca del conventillo
- Perdonar es divino
- Arreando amores y penas... Allá va el Tape Lucena
- Soy del 900
- Después de Dios, mi madre
- La Galleguita y el Porteño
- Mate Cosido el romántico bandolero
- Santos Vega no ha muerto

## Filmografía
Guionista
- Ronda de estrellas  (1938)